# Menhir de Condé
Le menhir de Condé est un menhir situé sur la commune de Donges dans le département de la Loire-Atlantique.

## Description
Le menhir est constitué d'un bloc quadrangulaire massif de gneiss granulatique avec des inclusions de très gros morceaux de quartz blanc. Il mesure 3,15 à 3,20 m de hauteur pour une largeur à la base comprise entre 1,50 m et 1,90 m selon les côtés. Une prospection de surface aux alentours a permis de découvrir plusieurs éclats de silex et deux pointes de flèche dont une à pédoncule et ailerons. 

## Folklore
Le sommet du menhir est surmonté de plusieurs mamelons qui lui aurait valu le surnom de molaire de Gargantua. Selon une autre tradition, ces mamelons résultent des coups reçus quand Gargantua lançait ses palets contre la pierre qui faisait office de quille.